# Kasper Modlibowski (zm. 1753)
Kasper Modlibowski z Modlibogowic herbu Dryja (zm. 4 maja 1753) – w młodości zwolennik Stanisława Leszczyńskiego, kasztelan międzyrzecki w latach 1736–1753, cześnik wschowski w latach 1729–1736, marszałek dwóch zerwanych sejmików przedsejmowych województw poznańskiego i kaliskiego w 1732 roku. 
Ok. 1716 r. napisał poemat biblijny Zuzanny ufającej w Bogu niewinność. 

## Życiorys
Jako poseł na sejm konwokacyjny 1733 roku z województwa poznańskiego był członkiem konfederacji generalnej zawiązanej 27 kwietnia 1733 roku na tym sejmie. Jako deputat województwa poznańskiego podpisał pacta conventa Stanisława Leszczyńskiego w 1733 roku.